# فرانسوا بوكفيل
كان فرانسوا شارل أوغ لوران بوكفيل (4 نوفمبر 1770 - 20 ديسمبر 1838) دبلوماسيًا فرنسيًا وكاتبًا ومستكشفًا وطبيبًا ومؤرخًا وعضوًا في معهد فرنسا.
تنقل طويلًا بين عامي 1798 و1820 في جميع أنحاء اليونان الخاضعة للاحتلال العثماني، بدايةً كرهينة لدى السلطان التركي، ثم بصفته القنصل العام لنابليون بونابرت في بلاط علي باشا في يوانينا.
كان سببًا رئيسيًا في انتشار الحركة الفلهيلينية في جميع أنحاء أوروبا، بفضل دبلوماسيته ذات التأثير الكبير وكتاباته، وساهم بشكل بارز في تحرير الإغريق، وإعادة إحياء الأمة الإغريقية. 

## مصر: بونابرت ونيلسون والقراصنة
في مصر، عهد الجنرال كليبر إلى فرانسوا بوكفيل مسألة التفاوض مع الأدميرال نيلسون بشأن تبادل الأسرى، بعد معركة أبو قير الأولى (1798).
أثناء لقائه مع الشخصيات الرئيسية في الأميرالية البريطانية، تشكل لديه احترام كبير تجاه وليام سيدني سميث الذي تحدث الفرنسية بإتقان واتسم بالدماثة والإنسانية والشرف. وعلى العكس من ذلك، ملأته مواجهاته مع نيلسون بالنفور، إذ تبين أن الأميرال وحشي وقاسي مع الضباط الفرنسيين، ومنذ ذلك الحين، لم يذكره بوكفيل إلا تحت لقب «الصقلوب المتعطش للدماء».
بعد إنجاز مهمته وإصابته بحمى شديدة منعته من مواصلة أبحاثه العلمية، نصحه كليبر بالعودة إلى فرنسا لتلقي رعاية طبية أفضل.
صعد على متن السفينة التجارية الإيطالية لا مادونا دي مونتينيغرو في الإسكندرية. كانت تبحر إلى إيطاليا وتقترب من كالابريا عندما هاجمها قراصنة الساحل البربري. كان فرانسوا بوكفيل من بين المحتجزين.

## أسير السلطان التركي

### بيلوبونيز: الباشا والطبيب
أُحضر بوكفيل إلى نافارينو، ومن ثم إلى تريبولي، عاصمة بيلوبونيز، واحتُجز في عهدة باشا موريا، مصطفى، بكون الإمبراطورية العثمانية في حالة حرب مع فرنسا. استقبله مصطفى باشا ببعض اللامبالاة، لكنه وفر له الحماية من وحشية الجنود الألبان الذين كانوا يتولون حراسته منذ أسره، وأعطاه مسكنًا لائقًا.
عُزل الباشا من منصبه بعد فترة وجيزة وحل أحمد باشا محله. عامله الباشا الجديد معاملة حسنة بعد معرفته بأنه يمارس الطب، وعينه الطبيب الرسمي لباشويته بعد أن رأى مدى نجاح بوكفيل في شفاء بعض أفراد حاشيته.
استفاد من وضعه الجديد، فاستكشف المناطق المجاورة وبحث في مواقع اليونان القديمة. بقي في تريبولي خلال شتاء 1798 القاسي.

### القسطنطينية: السجون والحريم
في الربيع، أمر السلطان بنقله برًا وبحرًا مع مساجين آخرين إلى القسطنطينية حيث احتُجزوا لمدة عامين في قلعة الأبراج السبعة، يديكول.
كتب فرانسوا بوكفيل أنهم وجدوا هناك، في ظل في ظروف مزرية، أعضاء السفارة الفرنسية، الذين رفض السلطان، بموجب مطالب ملحة من البريطانيين، منحهم المعاملة الدبلوماسية المعتادة المتمثلة في وضعهم تحت الإفراج المشروط في قصر السفارة الفرنسية، الذي استولى عليه البريطانيون ذاتهم.
حاول إنقاذ حياة القائد العام المحتضر روز، لكن بعد فوات الأوان. كان روز ممثل فرنسا في إبيروس ووقع ضحية غدر علي باشا في يوانينا. حل بوكفيل محله في يوانينا بعد بضع سنوات.
أصبح فرانسوا بوكفيل صديقًا للدبلوماسي الفرنسي روفين، المحتجز منذ البعثة العسكرية إلى مصر، وأشرف على رعايته الصحية وأطلق عليه اسم نستور الشرق وأصبح معه ملمًا بالمشرقيات. واصل الرجلان مراسلاتهما لاحقًا لفترة طويلة بعد إطلاق سراحهما من السجن، حتى وفاة روفين.
عقب وصوله إلى القسطنطينية، اكتسب فرانسوا بوكفيل بعض الحرية في الحركة، بعدما علم سجانوه عن مهاراته الطبية.
نجح في استكشاف محيط القلعة، ولاسيما حدائق السلطان الخاصة في قصر توبكابي، وحتى حديقة حريمه، بتواطؤ مع بستاني السلطان الذي صادقه.
أقنع حراسه في بعض الأحيان بالسماح له بالتجول في مدينة القسطنطينية وعلى طول مضيق البوسفور، وصولًا إلى البحر الأسود، لرعاية السجناء الفرنسيين الآخرين الذين يعانون من أمراض خطيرة والمحتجزين في سجون بعيدة.
كان الطاعون منتشرًا حينها في الأجزاء الشرقية من مناطق البحر الأبيض المتوسط. ركز في أبحاثه على الأساليب الطبية المناسبة لمحاربة هذا المرض الشرس. حظيت ملاحظاته التي كتبها على شكل أطروحة بتقدير كبير بعد نشرها في باريس عقب عودته.
كانت رواياته المكتوبة عن رحلات كهذه أول وصف تفصيلي من قِبل شخص غربي للمدينة التركية الكبرى وسكانها المتنوعين وطريقة حياتهم وعاداتهم. تلقى الأوروبيون هذه الروايات بدهشة وفضول كبيرين، لأن «بوابة آسيا» لم تكن مستكشفة عمليًا في السابق من قِبل الغربيين منذ سقوط القسطنطينية عام 1453.
أثناء سجنه، درس بوكفيل اللغة اليونانية الحديثة. ترجم لأنكريون وكتب العديد من الأعمال الشرقية مثل المنبوذ، قصيدة فكاهية قصيرة، ولا غويسيد، في أربعة ترانيم وفي سداسيات، وبعض القصائد الخفيفة المخصصة لروز روفين.
طوال فترة أسره، احتفظ بوكفيل بسجلٍ ليومياته كتبها برموز سرية من ابتكاره وتمكن من إخفاءها عن حراسه، إذ ضللهم أثناء تفتيشهم العرضي لزنزانته بكتابات أخرى غير مهمة سمح لهم بالعثور عليها ومصادرتها.
استطاع أن يكتب من خلال هذه اليوميات الغامضة، بعد سنوات قليلة من إطلاق سراحه، 600 صفحة من الجزأين الأولين من الكتاب المهم الذي نشره عام 1805 والذي جلب له الشهرة والثروة، وخصص 300 صفحة من الجزء الثالث للمغامرات المذهلة التي خاضها أصدقاؤه وإخوته في السلاح (الجنرال والبارون المستقبلي) بواتفين و(الجنرال والقنصل المستقبلي) شاربونيل و(القنصل العام المستقبلي) بيسيير، قبل وبعد خروجهم من قلعة الأبراج السبعة.

### المشاركة في نشوء الفلهيلينية (حركة محبة الإغريق)[9]
في عام 1798، كان لدى فرانسوا بوكفيل وجهة نظر مضطربة عن الإغريق الذين التقى بهم في حاشية حراسه العثمانيين، حين كان رهينة للأتراك في اليونان العثمانية. كان بوكفيل في البداية غير واثق من صدق الإغريق، كما اللورد بايرون الذي أصبح لاحقًا، عقب وفاته عام 1824، رمزًا للفلهيلينية أيضًا.
ومع ذلك، فإن عمله كطبيب للباشاوية في تريبولي خففت من حراسة الأتراك له بشكل تدريجي، وجعله تواصله المتكرر مع اليونانيين الأصليين يدرك خلفيتهم الثقافية الغنية من منظور جديد. ظهرت الهوية الاجتماعية اليونانية لبوكفيل نابضة بالحياة، رغم قمعها لسبعة أجيال كاملة إثر الاحتلال العثماني لليونان، وباعتباره من أشد المؤمنين بالإنسانية في الثورة الفرنسية، تشكل لديه تعاطف كبير مع النهضة اليونانية الناشئة.
لم يسمح له وضعه كسجين للسلطان التركي في ذلك الوقت بأكثر من تقديم الرعاية الطبية والعلاج للسكان المضطهدين، لكن كتاباته كانت تظهر توجهًا جديدًا قويًا من الدعم الفكري والعاطفي.
تُعتبر دراسته الاستقصائية الإنسانية عن اليونان في بدايات عام 1798 أول ظهور للحركة الفلهيلينية في القرن التاسع عشر. سرعان ما انتشر دافعه في جميع أنحاء أوروبا، إذ عمل الإصدار الواسع لكتبه على توجيه أعظم العقول في ذلك الوقت لحذو حذوه عبر أرض اليونان المكتشفة حديثًا.
جاءت نهضة الأمة العتيقة على مدى العقود التالية بعد حرب الاستقلال وتحريرها، مع تفكك الإمبراطورية العثمانية. 
في عام 1801، بعد خمسة وعشرين شهرًا من سجنه في القسطنطينية، أُطلق سراح فرانسوا بوكفيل وعاد إلى باريس، تحت إصرار الحكومة الفرنسية وبمساعدة الدبلوماسيين الروس في تركيا.